# Karate vid olympiska sommarspelen 2020
Karate vid olympiska sommarspelen 2020 arrangerades mellan 5 och 7 augusti 2021 i Nippon Budokan i Tokyo i Japan. Det var första gången någonsin som olympiska tävlingar i karate genomfördes då IOK i augusti 2016 beslutade att sporten skulle upptas på det olympiska programmet för sommarspelen 2020.
Tävlingarna skulle ursprungligen ha hållits mellan 6 och 8 augusti 2020 men de blev på grund av Covid-19-pandemin uppskjutna.
Programmet omfattade både tävlingar i kata och kumite. Tävlingarna i kumite var indelade tre viktklasser för damer och tre för herrar, ett format som skiljer sig från VM där det tävlas i fem viktklasser per kön.

## Medaljsammanfattning
| Damer              | Guld                     | Silver                      | Brons                        |
| Kata Detaljer...   | Sandra Sánchez Spanien   | Kiyou Shimizu Japan         | Grace Lau Hongkong           |
| Kata Detaljer...   | Sandra Sánchez Spanien   | Kiyou Shimizu Japan         | Viviana Bottaro Italien      |
| 55 kg Detaljer...  | Ivet Goranova Bulgarien  | Anzjelika Terljuga Ukraina  | Bettina Plank Österrike      |
| 55 kg Detaljer...  | Ivet Goranova Bulgarien  | Anzjelika Terljuga Ukraina  | Wen Tzu-yun Kinesiska Taipei |
| 61 kg Detaljer...  | Jovana Preković Serbien  | Yin Xiaoyan Kina            | Giana Farouk Egypten         |
| 61 kg Detaljer...  | Jovana Preković Serbien  | Yin Xiaoyan Kina            | Merve Çoban Turkiet          |
| +61 kg Detaljer... | Feryal Abdelaziz Egypten | Irina Zaretjka Azerbajdzjan | Gong Li Kina                 |
| +61 kg Detaljer... | Feryal Abdelaziz Egypten | Irina Zaretjka Azerbajdzjan | Sofja Berultjeva Kazakstan   |

| Herrar             | Guld                      | Silver                     | Brons                            |
| Kata Detaljer...   | Ryo Kiyuna Japan          | Damián Quintero Spanien    | Ariel Torres USA                 |
| Kata Detaljer...   | Ryo Kiyuna Japan          | Damián Quintero Spanien    | Ali Sofuoğlu Turkiet             |
| 67 kg Detaljer...  | Steven Da Costa Frankrike | Eray Şamdan Turkiet        | Darkhan Assadilov Kazakstan      |
| 67 kg Detaljer...  | Steven Da Costa Frankrike | Eray Şamdan Turkiet        | Abdelrahman Al-Masatfa Jordanien |
| 75 kg Detaljer...  | Luigi Busà Italien        | Rafael Ağayev Azerbajdzjan | Gábor Hárspataki Ungern          |
| 75 kg Detaljer...  | Luigi Busà Italien        | Rafael Ağayev Azerbajdzjan | Stanislav Horuna Ukraina         |
| +75 kg Detaljer... | Sajjad Ganjzadeh Iran     | Tareg Hamedi Saudiarabien  | Ryutaro Araga Japan              |
| +75 kg Detaljer... | Sajjad Ganjzadeh Iran     | Tareg Hamedi Saudiarabien  | Uğur Aktaş Turkiet               |

Denna tabell: visa • redigera

## Medaljtabell
| Pl.    | Nation           | Guld | Silver | Brons | Totalt |
| ------ | ---------------- | ---- | ------ | ----- | ------ |
| 1      | Japan            | 1    | 1      | 1     | 3      |
| 2      | Spanien          | 1    | 1      | 0     | 2      |
| 3      | Egypten          | 1    | 0      | 1     | 2      |
| 3      | Italien          | 1    | 0      | 1     | 2      |
| 5      | Bulgarien        | 1    | 0      | 0     | 1      |
| 5      | Frankrike        | 1    | 0      | 0     | 1      |
| 5      | Iran             | 1    | 0      | 0     | 1      |
| 5      | Serbien          | 1    | 0      | 0     | 1      |
| 9      | Azerbajdzjan     | 0    | 2      | 0     | 2      |
| 10     | Turkiet          | 0    | 1      | 3     | 4      |
| 11     | Kina             | 0    | 1      | 1     | 2      |
| 11     | Ukraina          | 0    | 1      | 1     | 2      |
| 13     | Saudiarabien     | 0    | 1      | 0     | 1      |
| 14     | Kazakstan        | 0    | 0      | 2     | 2      |
| 11     | Hongkong         | 0    | 0      | 1     | 1      |
| 11     | Jordanien        | 0    | 0      | 1     | 1      |
| 11     | Kinesiska Taipei | 0    | 0      | 1     | 1      |
| 11     | Ungern           | 0    | 0      | 1     | 1      |
| 11     | USA              | 0    | 0      | 1     | 1      |
| 11     | Österrike        | 0    | 0      | 1     | 1      |
| Totalt | Totalt           | 8    | 8      | 16    | 32     |

### Fotnoter
1. 1 2  (9 maj 2019). Tokyo 2020 - Qualification System - Karate. Arkiverad 30 juni 2019 hämtat från the Wayback Machine. World Karate Federation. Läst 10 oktober 2019.
2. ↑  (16 juni 2021). Karate Competition Schedule. Arkiverad 3 juli 2021 hämtat från the Wayback Machine. olympics.com. Läst 24 juni 2021.
3. ↑  (3 april 2016). IOC approves five new sports for Olympic Games Tokyo 2020. Internationella olympiska kommittén. Läst 10 oktober 2019.
4. ↑  Karate. tokyo2020.org. Läst 10 oktober 2019.
5. ↑  (30 mars 2020). IOC, IPC, Tokyo 2020 Organising Committee and Tokyo Metropolitan Government announce new dates for the Olympic and Paralympic Games Tokyo 2020. IOK. Läst 24 juni 2021.
6. 1 2 3 4 5 6 7 8  (5 augusti 2021). Karate – Medallists by Event. olympics.com. Läst 5 augusti 2021.